# Dueto de antaño
Dueto de Antaño es un grupo colombiano de serenata y música andina.
Compuesto por los cantantes y guitarristas Camilo Arturo García Bustamante y Ramón Carrasquilla. Durante varios decenios permanecieron juntos, simbolizando la clásica serenata que por muchos años se acostumbró en Medellín.
Conformado en marzo de 1941 por Camilo García, nacido en Amalfi, Antioquia el 6 de mayo de 1910 y por Ramón Carrasquilla, nacido en Sopetrán, Antioquia el 12 de noviembre de 1912. Camilo y Ramón se destacaron por ser músicos, maestros y por trabajar en la política, además, ambos eran genios de la música que sobresalieron como cantantes, guitarristas y Camilo como compositor. Fueron ganadores de los cuatro máximos galardones que otorga el país a un músico, que fueron: La Estrella de Antioquia, El Hacha de oro, La orden de la Orquídea y la Cruz de Boyacá.
Cuando el Dueto de Antaño celebró sus 40 años de vida artística, el 18 de marzo de 1981 en el teatro Pablo Tabón Uribe, fueron recibidos por una prolongadísima ovación a la que ellos respondieron levantando sus guitarras, o Ramón las manos porque no interpretaba ningún instrumento. Fue tan larga la ovación que cansados tuvieron que bajar sus manos para volver a levantarlas.

## El debut del Dueto de Antaño
Don Camilo García se unió a Ramón Emilio Carrasquilla Peña, el 14 de marzo de 1941 para fundar el irremplazable Dueto de Antaño que tuvo vida artística en el escenario nacional hasta la muerte de Ramón, la primera voz del Dueto, el 6 de junio de 1982.
El maestro Camilo fue la segunda voz del Dueto e interpretaba la guitarra marcante. “El debut del Dueto de Antaño se efectuó en la emisora “Radio Córdoba” de propiedad de don Próspero Aguirre, situada por la época en la carrera Junín, frente a donde estaba situado el Club Unión y contiguo al lugar que hoy ocupa El Astor. Fue algo casual e inesperado: ese día 14, hacía en la emisora actuación con el Dueto García y Rubio; de pronto hizo su aparición en el establecimiento el señor Ramón Carrasquilla acompañado de una dama y presentándosele a don Próspero le dijo que su presencia en ese lugar se debía al deseo de hacer una demostración en Dueto Mixto con la señorita que lo acompañaba. En la demostración no gustó el dueto, en cambio la voz de Ramón como tenor gustó y don Próspero, motivado por el locutor Luis Pareja Ruiz, le propuso a Ramón formar un dueto con Camilo”. (Entrevista concedida por Camilo García a Carlos E. Serna).
Esa misma noche, acompañados por el Conjunto López y la guitarra de Camilo, el Dueto de Antaño debutó oficialmente interpretando “Mis flores negras”, “Venenosa” y “Nube pasajera”. Ocho días después se volvieron a presentar en sociedad en la misma emisora. Ese día llegaron con el nombre de Dueto Antañón y don Luis Pareja Ruiz, el padre del periodista y amigo Rodrigo Pareja, les cuestionó el nombre y les sugirió el de Dueto de Antaño, que perduró por muchos años interpretando los aires colombianos y de América Latina, para deleite de sus admiradores. Cabe destacar, "Mis Flores negras", es un poema del colombiano Julio Flórez y una bella melodía interpretada por el Dueto de Antaño.

## García
Camilo García Bustamante nació en 1910 en Amalfi, Antioquia. A los 11 años se trasladó a Medellín. En esa ciudad combinó su actividad musical con la de maestro de escuela por más de treinta años.
Fue un prolífico y precoz compositor con aproximadamente 600 obras, siendo la primera de ellas el conocido bambuco “Corónate de flores mi montañera” compuesta cuando apenas tenía ocho años de edad.
Nació en Amalfi, en el hogar constituido por Fructuoso García y Teresa Bustamante. La vena musical la heredó de su padre, quien con un hermano conformó el dueto de los Hermanos García, que amenizó las noches bohemias del nordeste antioqueño a finales del siglo XIX y principios del XX. A los 7 años cogió por primera vez una guitarra a la que ese mismo día le sacó la melodía del coro del Himno Nacional. Cuando le vieron sus dotes, contó en un principio con el respaldo familiar para aprender a tocar este instrumento. Días más tarde su señor padre le prohibió su uso y aprendizaje por temor a que no estudiara y terminara como un bohemio. No obstante a los 11 años don Camilo García era un docto en el manejo de la guitarra.
“Once años de edad tenía cuando me vi en la necesidad de abandonar el hogar paterno. Una mañana de un día cualquiera del año de 1921, con dos centavos en el bolsillo y con lo que tenía puesto como equipaje, salí del pueblo por los lados de El Zancudo, sin saber para dónde me dirigía; caminé por el sendero que conduce a la estación Porcecito del Ferrocarril de Antioquia. Pidiendo como pordiosero, cantando en las posadas del camino; fue una odisea que no quisiera recordar, pero que afianzó mi carácter y mi personalidad. Ocho días después llegaba a Medellín” (Entrevista concedida a Don Carlos E. Serna y publicada en su libro “El Dueto de Antaño. Su vida y su obra”).
Inicialmente el compositor se consiguió los primeros pesos para subsistir en Medellín haciendo mandados en Guayaquil y cargando la maleta de los viajeros del tren. Luego alquila una pieza por los lados de La Toma y cerca consigue trabajo en la empresa Coltejer, donde labora tres años, hasta la edad de los 15. Durante esta época recibe educación en la Rémington sobre contabilidad y mecanografía y en la Escuela de Bellas Artes sobre solfeo. Una enfermedad de su señora madre lo obliga a renunciar y a viajar nuevamente a Amalfi, donde se encuentra con la desagradable sorpresa de su padre viajero en búsqueda de trabajo y fortuna. Sobre los hombros del niño Camilo quedaron su madre y ocho hermanitos menores. En la banda municipal aprendió a tocar clarinete y perfeccionó sustancialmente su manejo de la guitarra. Con varios amigos creó un quinteto musical que se componía de clarinete, trompeta, lira, tiple y guitarra. Fue verdaderamente el inicio de su carrera musical. Entre 1925 y 1929 le tocó desempeñar trabajos muy duros. Aprendió a pegar ladrillo en las construcciones, a empedrar, a hacer tapias de pisón, a emboñigar, a decorar con el hisopo y cal las casas, entre otras cosas. Luego de validar su bachillerato es vinculado al Departamento como educador en la vereda El Tigre, de allí pasa a la Escuela Urbana de su pueblo natal y después de seis años entre uno y otro lugar es trasladado a la ciudad de Medellín a laborar en la escuela “Joaquín Antonio Uribe”. Treinta y tres años después, en 1962 renuncia para obtener su jubilación.
Su labor como cantante la inició como solista en la emisora Ecos de la Montaña. Luego conformó el Dueto Incógnito; más tarde, el Dueto Rival, con Alfredo Pérez, de quien se separó en 1939 para formar un dueto mixto con Chava Rubio, llamado García y Rubio, que duró hasta marzo de 1941 cuando el 14 de ese mes y año se une a Ramón Emilio Carrasquilla Peña para crear el irremplazable Dueto de Antaño que permaneció en el escenario nacional hasta la muerte de Ramón, el 6 de junio de 1982.
Se casó con doña Teresita Martínez, hogar donde nacieron Jaime, William, Nelly, Emilse, Byron, Miriam, Dalia, Geovanny y Elkin. Sin embargo, también mantuvo una larga relación con la señora Carlina Correa, de la cual nacieron 4 hijas: Dany, Lida, Beatriz y Yolima. 
El Maestro, salvo que tuviera compromisos artísticos fuera de Medellín, no faltaba ningún domingo a las 10 de la mañana en el restaurante Doña María, hoy Pasaje Unión, situado en la carrera Junín, casi al frente de donde funcionó Radio Córdoba, lugar donde se conformó el Dueto de Antaño y lo hacía para leer los periódicos locales y nacionales y resolver los crucigramas de los mismos.
El día que murió su compañero de dueto, el 6 de junio de 1982 se creyó que Camilo García no se repondría del duro golpe, máximo que ya tenía 72 años. Su amor por la música pudo más y con Darío Miranda, conformó el Dueto del Pasado, como una prolongación del Dueto de Antaño.
El maestro Camilo García finalmente falleció el 19 de enero de 1993, después de toda una vida entregada a la música y a la educación, dos nobles profesiones que le han dado un lugar en la historia y en el corazón de los colombianos.

## Carrasquilla
Ramón Carrasquilla Peña nació en Sopetrán, Antioquia, en 1912. En el Conservatorio Nacional de Bogotá estudió canto y más tarde se desempeñó como corista en la iglesia de “La Candelaria” en Medellín. Fue, además, maestro de escuela y jefe político de su pueblo. 
Formó durante muchos años con Camilo García, el “Dueto de Antaño”, uno de los más consagrados duetos en la historia musical colombiana.
Ramón murió en Medellín el 6 de junio de 1982.

## Composiciones
Cientos de pasillos, bambucos, valses, corridos, tangos y varios géneros musicales tienen su música. Cerca de 500 canciones inéditas que nadie ha escuchado.
El Maestro compuso, entre otros los bambucos, “Corazón antioqueño”, “Bajabas de la montaña” (letra de Francisco Moreno Rendón), “Arrullo moreno”, “Remembranza”, “Rumores de oración”, “Alma”, y los pasillos: “Lágrimas”, “Corónate de flores”, “Debemos separarnos”, “Destino” (con letra de Julio Florez), “Ondas viajeras” y “Tú lo ignoras”.
Las primeras grabaciones las hizo el Dueto en 1948, a razón de 114 dólares por grabación y los temas fueron: “El boga” (fue en realidad la primera que grabaron y lo hicieron para la RCA Víctor por orden directa de los directores artísticos de la empresa desde los Estados Unidos), “corazón antioqueño”, “Bajabas de la montaña”, “Fue mentira”, “Serenata de amor”, “Desilusiones”, “Destino”, “florecer”, “El cámbulo”, “La lancha”, “Corónate de flores”, “Al calor de tu afecto”, “Serenada del campo”, “Tu lo ignoras”, “Anochecer”, “Linda samaritana” y “Lágrimas”.
Fue el Dueto de Antaño, al lado de Obdulio y Julián, Espinosa y Bedoya, Garzón y Collazos y otros duetos y solistas, artistas fundadores de la empresa Sonolux a finales del año 1949. 
Camilo García le dijo el 15 de marzo de 1970 a la periodista María Esther Arango para el periódico El Colombiano que, “Mi canción preferida fue ‘Lágrimas’, con letra de Gilberto Gallego Rojas. Un día me despedí de mi madre para venirme a Medellín; era ya la noche y, repentinamente me dio por musicalizar esa letra, logrando terminar la partitura en no más de 30 minutos. Al día siguiente recibí un cable anunciándome la muerte de mamá a la hora en que yo estaba dedicado a esa labor”. Esa triste coincidencia y la belleza de la composición, seguramente marcaron para siempre al músico.

## Arnulfo Baena Pineda
Don Arnulfo, quien fuera el guitarrista estrella del Dueto de Antaño, acompañó a Ramón Carrasquilla y a Camilo García durante quince años, entre 1947 y 1962. Luego, a la muerte de Ramón Carrasquilla, estuvo durante diez años con Darío Miranda y Camilo García, el Dueto del Pasado, que fue una especie de prolongación del Dueto de Antaño. Baena Pineda había nacido en Sopetrán, igualmente la tierra natal de la primera voz del Dueto de Antaño, don Ramón Emilio Carrasquilla Peña, el 8 de julio de 1926, la muerte le llegó después de cumplir 81 años de edad.
Cuando ya comenzaba a perder la conciencia, cuatro días antes de la muerte, conversó brevemente con un amigo. No quiso tocar tema alguno, lo único que lo entusiasmó fue hablar del Dueto de Antaño. Todos los presentes entendieron el significado de una respuesta que dio el Maestro cuando su contertulio le indagó por la composición que más le encantaba de su Dueto. Le dijo que “Flores del Pasado”, un pasillo ecuatoriano compuesto por César Maquillón Orellana y Nicasio Emilio Safadi Raad y la cantó a capela un pedazo: “Yo seré como esas, flores del pasado”. La esposa del Maestro y su hijo entendieron que llegaba el fin. Tres días después entró en un sopor definitivo y a veces simulaba tocar la guitarra y darse la bendición.
Fue educador al servicio del Departamento. Se inició como maestro de escuela en el municipio de Andes, luego pasó a Medellín y con los años ascendido a Supervisor de la Secretaría de Educación Departamental. Terminó su labor oficial como Director de Escuelas Normales de Antioquia.